# Lockheed U-2
Lockheed U-2, ou simplesmente U-2 ("u" de utilitário), apelidado de Dragon Lady, é um avião de reconhecimento em altas altitudes utilizado pela Força Aérea dos Estados Unidos.
O U-2 propicia uma vigilância contínua, tanto durante a noite como durante o dia, a uma altitude de 21 000 m, independentemente das condições climáticas. Com isso, é possível obter informações críticas para a tomada de decisões durante um conflito, tal como na Crise dos mísseis de Cuba.
Esse avião teve grande influência na Guerra Fria, quando em seus dois voos espiou as bases secretas soviéticas.

## Desenvolvimento
No início de 1950, com as tensões da Guerra Fria em ascensão, os militares norte-americanos exigiam uma estratégia melhor de reconhecimento para ajudar a determinar as capacidades e intenções soviéticas. As aeronaves de vigilância existentes eram primeiramente convertidas em bombardeiros vulneráveis à artilharia antiaérea, mísseis e caças. Pensou-se em uma aeronave que pudesse voar a 70 000 pés (21 000 m), esta estaria fora do alcance dos caças soviéticos, mísseis, e até mesmo do radar. Isto irá permitir "sobrevoo" conscientemente violando o espaço aéreo de um país para tirar fotografias aéreas.
Sob o nome de código "Acquatone", a Força Aérea deu contratos, a Bell Aircraft, Martin Aircraft, e Fairchild Engine Airplane e elaborou propostas para o novo avião de reconhecimento. Funcionários da Lockheed Aircraft Corporation ouviram falar sobre o projeto e pediram ao engenheiro aeronáutico Clarence "Kelly" Johnson para chegar a um projeto. Johnson foi um brilhante designer, responsável pela P-38 Lightning e P-80. Ele também era conhecido por completar os projectos antes da programação, trabalhando em uma divisão separada da empresa jocosamente chamado Skunk Works.

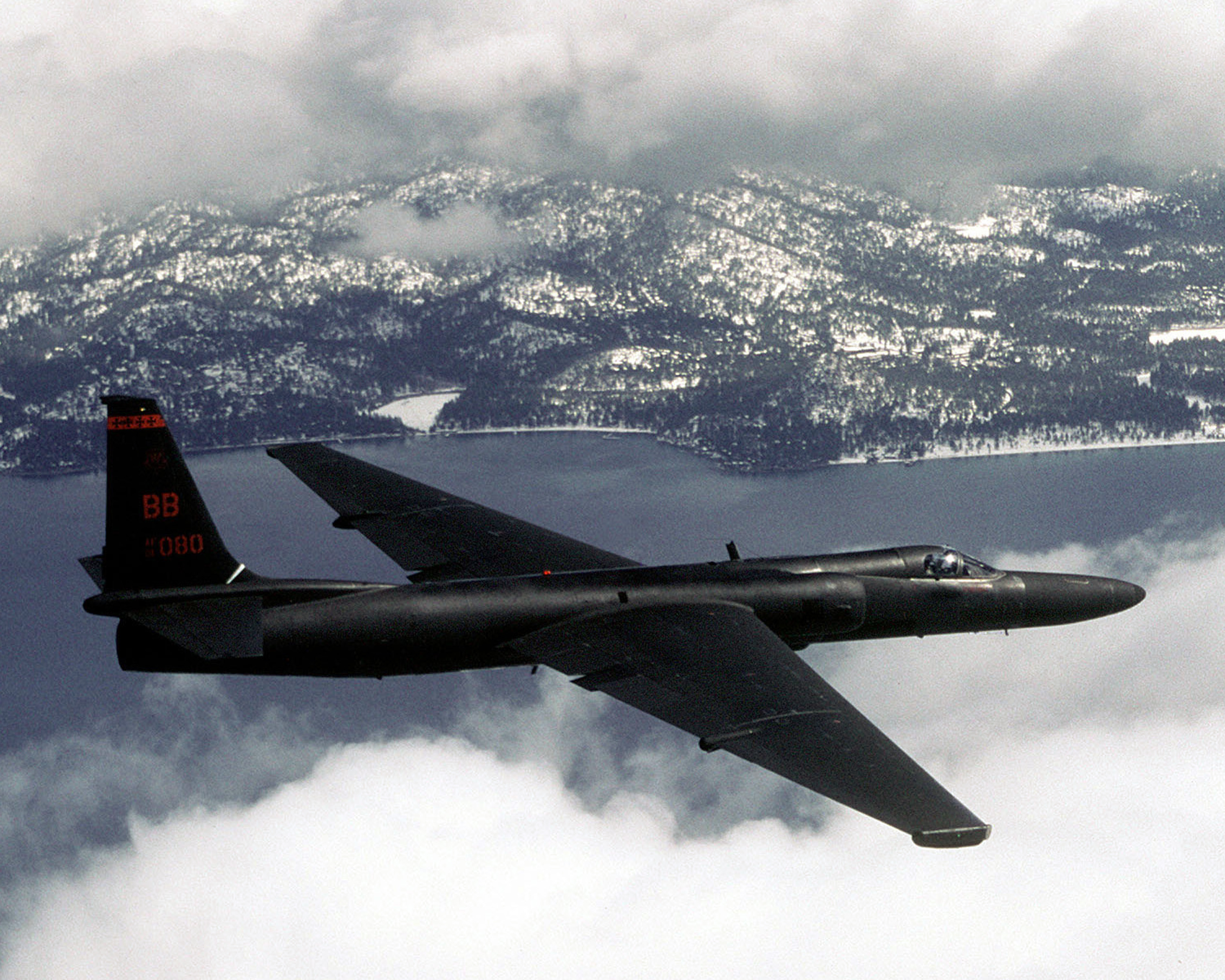
Um Lockheed U-2 da USAF em missão de treino

Concepção de Johnson, chamado de CL-282,seus projetos, o F-104 Starfighter. Para economizar peso, a sua concepção inicial nem sequer tem trem de pouso convencional, decolando de dolly e aterragem em esquis. O projeto foi rejeitado pela Força Aérea, mas chamou a atenção de vários civis no painel de revisão, nomeado, Edwin Land, o pai da fotografia instantânea. Land propôs ao diretor da CIA Allen Dulles, que a agência deveria financiar e operar essa aeronave. Após uma reunião com o presidente Eisenhower, Lockheed recebeu um contrato de US$ 22,5 milhões em 20 aeronaves em primeiro lugar. Ele foi rebatizado de U-2, com o "U", referindo-se à designação deliberadamente vaga de "utilidade".
O primeiro voo ocorreu no local de teste Groom Lake (Área 51), em 1 de agosto de 1955, durante os teste de taxiamento, o planador, como as asas eram tão eficientes que o avião saltou para o ar a 70 nós (130 km / h).
James Baker desenvolveu a ótica de uma câmera de grande formato a ser usado no U-2, enquanto trabalhava para a Perkin-Elmer. Essas novas câmeras tinha uma resolução de 2,5 pés (76 cm) de uma altitude de 60 000 pés (18 000 m). O balanceamento era tão crítico sobre a U-2 que a câmara teve de usar um filme dividido, com bobinas de um alimentação lateral para a frente enquanto os da alimentação lado inverso, mantendo assim uma distribuição de peso equilibrado, ao longo de todo o voo.
Quando o primeiro sobrevoo da União Soviética, foram rastreadas pelo radar, a CIA iniciou o projeto RAINBOW para reduzir o U-2 da sua assinatura lateral de radar. Esse esforço acabou por ser vencida, e iniciou-se um acompanhamento em aeronaves, o que resultou no Lockheed SR-71 Blackbird.

## Design
O design único que confere ao U-2 o seu notável desempenho, também o faz uma aeronave difícil de voar. Ele foi projetado e fabricado para a fuselagem pesar o mínimo possível, o que resulta em uma aeronave com pouca margem para erros. A maioria das aeronaves eram versões monoposta, tendo existido apenas cinco exemplares biposto. As mais antigas variantes de U-2 eram movidas por motores a jato Pratt & Whitney J57. O U-2C e as versões TR-1A utilizaram um turbojato mais poderoso, o Pratt & Whitney J75. As versões U-2S e TU-2S incorporaram o ainda mais poderoso motor turbofan General Electric F118.
As asas altas conferiam ao U-2 algumas características típicas de planador, com uma razão de planeio sem motor de cerca de 23:1, comparável aos planadores da época. Para manter seu teto operacional de 70 000 pés (21 000 m), o U-2A e U-2C (desativados) deveriam voar em velocidade muito próxima à sua velocidade vertical máxima. A diferença entre esta velocidade e a velocidade de perda do U-2 é de apenas 10 nós (12 mph, 19 km/h) abaixo da sua velocidade máxima. Esta estreita margem foi classificada pelos pilotos como o "canto do caixão". Em 90% do tempo de uma missão típica, o U-2 voava apenas cinco nós acima do stall, o que poderia causar uma diminuição na altitude e conduzir a detecção, e, adicionalmente, sobrecarregar sua delicada fuselagem.
Os controles de voo são projetados em torno de envelope de voo e altitude de voo que se pretendem normalmente para o voo desta aeronave. Os controles propiciam sensores de controle de luz de fundo na altitude operacional. No entanto, em altitudes mais baixas, a maior densidade do ar e a falta de um controle de força auxiliar torna muito difícil a aeronave de voar. Entradas de controles devem ser extremas para atingir a resposta desejada na atitude de voo, e uma grande dose de força física é necessária para operar os controles dessa forma.
O U-2 é muito sensível a ventos laterais que, juntamente com a sua tendência para flutuar sobre a pista de pouso, faz o U-2 um avião notoriamente difícil de pousar. À medida em que o avião se aproxima da pista, o empuxo de ar fornecido pelas asas altas em "efeito solo" é tão acentuado que o U-2 não aterrissa a menos que as asas percam completamente a sustentação. O pouso do U-2 é acompanhado, em terra, por um carro de perseguição e um piloto assistente de U-2 (que fica fora do cockpit) que corrige os ângulos e o peso de inclinação da aeronave. Os carros de perseguição normalmente usados são um Ford Mustang SSP, Chevrolet Camaro B4C, ou um Pontiac GTO.
Em vez do equipamento típico de aterrissagem em triciclo, o U-2 usa um trem de pouso em tandem, com um conjunto dianteiro de rodas principais localizadas logo atrás do cockpit, e um conjunto traseiro de rodas pequenas localizados atrás do motor. As rodas traseiras estão acopladas ao leme de direção para prover o giro da aeronave durante o taxiamento. Para manter o equilíbrio durante o taxiamento, duas rodas auxiliares, chamadas de "pogos" são adicionados para a decolagem. Estes se encaixam em soquetes debaixo de cada asa em cerca de meio vão, e são desacoplados durante a decolagem. Para proteger as asas durante o pouso, cada extremidade da asa tem um esqui de titânio. Após o U-2 se dirigir a um ponto de parada, a equipe de terra reinstala os pogos em uma asa de cada vez, então a aeronave taxia ao pátio.
Por causa da alta altitude operacional, o piloto deve usar uma roupa especial semelhante a um traje espacial. A ação proporciona fornecimento de oxigênio do piloto e de proteção de emergência em caso de perda de pressão da cabine na alta altitude (a cabine prevê pressão equivalente a cerca de 29 000 pés/8 800 metros). Para evitar a hipóxia e diminuir a chance de doenças  relacionadas a descompressão, os pilotos dão uma pressão no terno completo e começam a respirar oxigênio a 100% uma hora antes do lançamento para nitrogenizar o sangue, enquanto que saem do edifício para a aeronave respirando a partir de uma bomba de oxigênio portátil.
A aeronave transporta uma série de sensores no nariz, chamada de Q-bay (atrás do cockpit, também conhecido como baía de câmeras). O U-2 é capaz de, simultaneamente, recolher sinais, traçar planos de inteligência, tirar fotos e coletar amostras de ar. Um dos instrumentos mais invulgares na versão mais recente do U-2 é uma câmera de vídeo Sony que funciona como um substituto digital para o antigo periscópio óptico (posicionado de cabeça para baixo) que foi utilizada em variantes mais antigas da aeronave para obter uma visão mais precisa do terreno diretamente abaixo da aeronave, especialmente durante o pouso.

## Feitos
Em 2023, aeronaves U2 voaram ao lado de um balão espião (ou meteorológico, segundo o governo chinês) da China que percorreu o território estadunidense. Pelo menos dois U-2S, usados em missões de coleta de sinais e emissões eletrônicas, foram designados com sucesso para obter informações e imagens detalhadas do referido balão.. Tal artefato chegou à América do Norte no final de janeiro cruzou o território dos EUA, tendo sido abatido por um caça F-22 Raptor no dia 4 de fevereiro, em Myrtle Beach.

## Utilizadores
Estados Unidos
- Força Aérea dos Estados Unidos (atual)

 Reino Unido
- Força Aérea Real – 1958–1960

 Taiwan
- Força Aérea da República da China – 1960–1974[4]

## Especificações
- Tripulação: Um (Piloto)
- Comprimento: 19,2 m
- Evergadura: 31,4 m
- Altura: 4,88 m
- Peso Vazio: 6 486 kg
- Peso máx. de decolagem: 18 144 kg

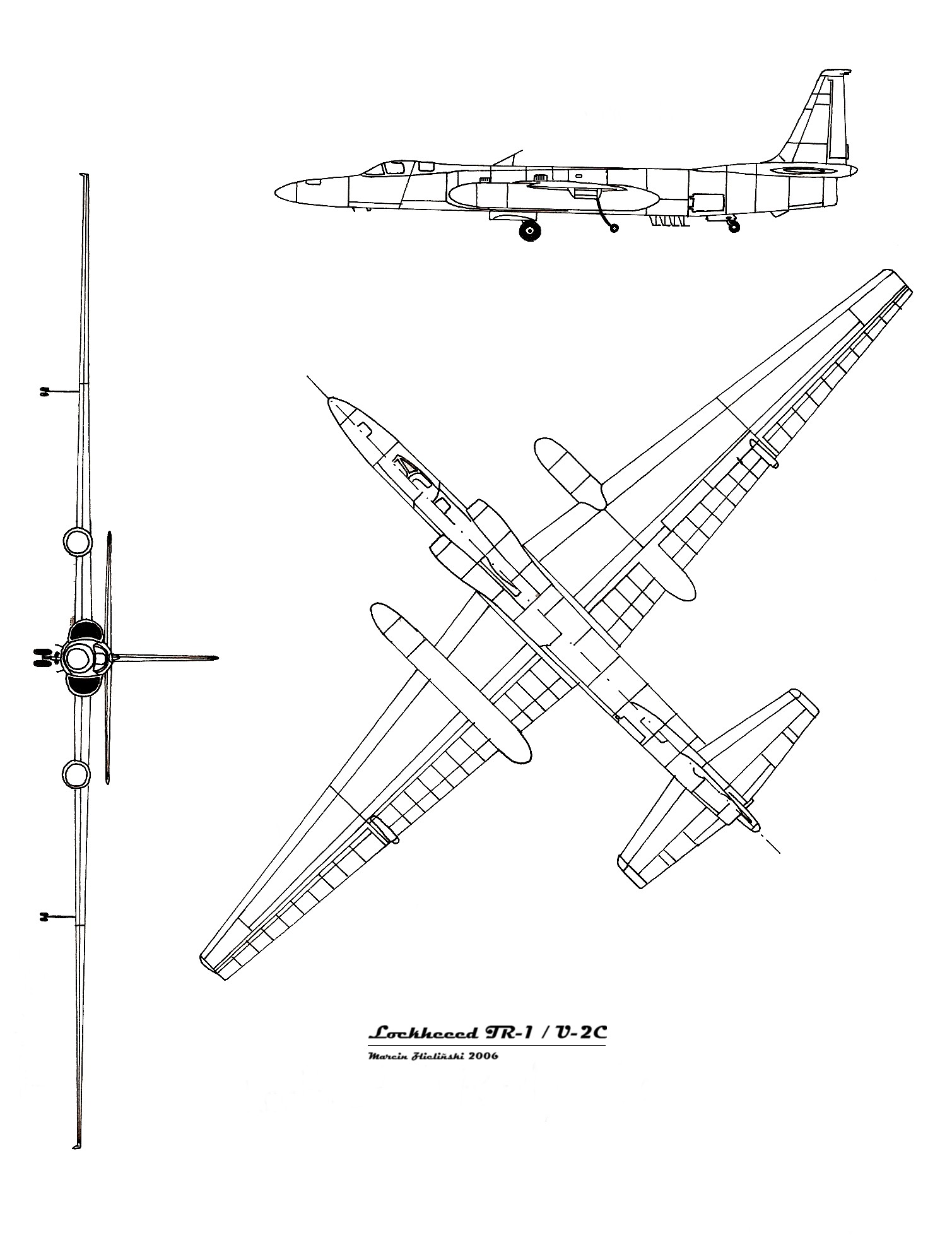
Blueprint do Lockheed U-2/TR-1

- Motor: 1x Turbofan General Electric F118 (84,5 kN)

#### Performance[5]
- Velocidade máx.: 805 km/h
- Velocidade de cruzeiro:  690 km/h
- Alcance máx.: 10 308 km